# Oops!... I Did It Again
Oops!... I Did It Again – drugi album studyjny amerykańskiej piosenkarki Britney Spears wydany w 2000 przez wytwórnię Jive Records, która zajęła się również promocją płyty. Znalazło się na niej 13 utworów.
Album został sprzedany w nakładzie około 27 mln egzemplarzy na całym świecie, w samych Stanach Zjednoczonych rozszedł się w nakładzie 10 mln kopii, otrzymując za to osiągnięcie certyfikat diamentowej płyty, w Europie w nakładzie 4 mln egzemplarzy według International Federation of the Phonographic Industry, otrzymując za to osiągnięcie czterokrotną platynę, zaś w Japonii w nakładzie 100 tys. egzemplarzy, uzyskując za to wyróżnienie w postaci złotej płyty, według stowarzyszenia Recording Industry Association of Japan.
Po wydaniu Oops!... I Did It Again otrzymał pozytywne recenzje od krytyków muzycznych, którzy chwalili jego produkcję, jakość brzmienia i dojrzewający wokal Spears. Album był wielkim światowym sukcesem, zajmując pierwsze miejsca na listach przebojów w dwudziestu krajach, podczas gdy w wielu innych znalazł się w pierwszej piątce. Zadebiutował na pierwszym miejscu listy Billboard 200 w Stanach Zjednoczonych, ze sprzedażą w pierwszym tygodniu na poziomie 1,39 miliona egzemplarzy, bijąc rekord Nielsen SoundScan pod względem największej sprzedaży płyt w tygodniu debiutów przez kobietę. Był to drugi album Spears, który otrzymał certyfikat diamentu od RIAA, co czyni ją w wieku 18 lat najmłodszą artystką, która ma tyle albumów z wcześniej wymienionym certyfikatem. Ze sprzedażą ponad 27 milionów egzemplarzy na całym świecie, Oops!... I Did It Again jest jednym z najlepiej sprzedających się albumów wszech czasów.
Wydano cztery single promujące album. Jego utwór tytułowy był wielkim sukcesem komercyjnym na całym świecie, osiągając jeden numer w piętnastu krajach i sięgając liczby dziewięć na US Billboard Hot 100. Jego drugi singiel, „ Lucky ”, uplasował się na pierwszym miejscu w Austrii, Niemczech, Szwecji i Szwajcarii, w pierwszej dziesiątce w Australii, Belgii, Kanadzie, Danii, Irlandii, Włoszech, Holandii, Nowej Zelandii, Norwegii, Polsce, Rumunii i w Wielkiej Brytanii i na dwudziestym trzecim miejscu zestawienia US Billboard Hot 100. Trzeci singiel „ Stronger ” dotarł do pierwszej dziesiątki w Austrii, Finlandii, Niemczech, Polsce, Rumunii, Szwecji, Szwajcarii i Wielkiej Brytanii, osiągając szczyt pod numerem jedenastym w USA Billboard Hot 100. "Stronger" również stał się najlepiej sprzedającym się singlem z albumu, otrzymując złoty certyfikat w Australii, Danii, Niemczech, Nowej Zelandii, Szwecji i Stanach Zjednoczonych. Jego ostatni singiel, „ Don’t Let Me Be the Last to Know ”, odniósł umiarkowany sukces na listach przebojów, osiągając pierwsze miejsce w Rumunii oraz w pierwszej dziesiątce w Austrii, Polsce i Szwajcarii. Aby promować album, Spears wystąpiła w kilku programach telewizyjnych i na ceremoniach wręczenia nagród, w tym na 2000 MTV Video Music Awards, gdzie wykonała kontrowersyjny występ rozpoczynając show w czarnym garniturze, zaszokowała publiczność i media, zdzierając go, by pokazać odkrywczy, cielisty strój sceniczny z setkami strategicznie rozmieszczonych kryształów Swarovskiego. Była też po raz pierwszy gospodarzem i gościem muzycznym w Saturday Night Live. Ponadto Spears wyruszyła w trasę koncertową zatytułowaną Oops!... I Did It Again Tour, która rozpoczęła się 20 czerwca 2000 roku i zakończyła na festiwalu Rock in Rio 18 stycznia 2001 roku.

## Lista utworów
1. "Oops!... I Did It Again" (M. Martin, Rami) – 3:05
2. "Stronger" (M. Martin, Rami) – 3:23
3. "Don't Go Knockin' on My Door" (Rami, Jake, A. Kronlund, M. Martin) – 3:43
4. "(I Can't Get No) Satisfaction" (Jagger, Richards) – cover of The Rolling Stones' – 4:25
5. "Don’t Let Me Be the Last to Know" (R.J. Lange, S. Twain, K. Scott) – 3:50
6. "What U See (Is What U Get)" (P. Magnusson, D. Kreuger, J. Elofsson, Rami) – 3:36
7. "Lucky" (M. Martin, Rami, A. Kronlund) – 3:26
8. "One Kiss from You" (S. Lunt) – 3:25
9. "Where Are You Now" (M. Martin, A. Carlsson) – 3:39
10. "Can't Make You Love Me" (K. Lundin, A. Carlsson, M. Martin) – 3:17
11. "When Your Eyes Say It" (D. Warren) – 4:29
12. "Girl in the Mirror" [Non-US edition only] (J. Elofsson) – 4:07
13. "Dear Diary" (B. Spears, J. Blume, E. Wilde) – 2:46

### Utwory bonusowe
1. "You Got It All" [Non-US edition only] (R. Holmes) – cover of The Jets' hit – 4:10
2. "Heart" [Non-US edition only] (G. Teren, E. Wilde) – 3:30

## Single
1. „Oops!... I Did It Again”
2. „Lucky”
3. „Stronger”
4. „Don’t Let Me Be the Last to Know”

## Sprzedaż płyty na świecie
| U.S. Billboard 200                 | Billboard/RIAA                     | 1 | Diamentowa płyta | 10,410,000 milionów |
| U.S. Billboard Top Internet Albums | Billboard/RIAA                     | 1 | Diamentowa płyta | 10,410,000 milionów |
| Europa Albums Chart                | IFPI                               | 1 | 4x Platyna       | 4,000,000+          |
| Australia Albums Chart             | ARIA                               | 2 | 3x Platyna       | 210,000+            |
| Austria Albums Chart               | Media Control Europe               | 1 | 2x Platyna       | 120,000+            |
| Brazylia Albums Chart              | ABPD                               | 1 | 2x Platyna       | 350,000+            |
| Kanada Albums Chart                | Nielsen SoundScan                  | 1 | 5x Platyna       | 500,000+            |
| Finlandia Albums Chart             | GLF                                | 1 | Platyna          | 50,000+             |
| Francja Albums Chart               | SNEP/IFOP                          | 1 | 2x Platyna       | 420,000             |
| Niemcy Albums Chart                | Media Control                      | 1 | 4x Platyna       | 1,000,000+          |
| Meksyk Albums Chart                | AMPROFON                           | 1 | 2x Platyna       | 500,000+            |
| Nowa Zelandia Albums Chart         | RIANZ                              | 2 | 2x Platyna       | 30,000+             |
| Norwegia Albums Chart              | VG Nett                            | 1 | Platyna          | 40,000+             |
| Szwecja Albums Chart               | GLF                                | 1 | Platyna          | 60,000+             |
| Szwajcaria Albums Chart            | Media Control                      | 1 | 2x Platyna       | 100,000+            |
| Węgry Albums Chart                 | Mahasz                             | 1 | Platyna          | 50,000              |
| Wielka Brytania Albums Chart       | BPI/The Official UK Charts Company | 2 | 3x Platyna       | 910,000+            |
| Polska Albums Chart                | OLIS/ZPAV                          | 2 | Platyna          | 100,000+            |
| Notowania Międzynarodowe           |                                    |   |                  |                     |
| Świat                              | United World Chart                 | 1 | 25.000.000       | Diamentowa Płyta    |

| Polska – lista sprzedaży OLIS/ZPAV |    |    |    |    |    |    |    |    |    |    |    |    |    |    |    |    |    |
| Tydzień                            | 01 | 02 | 03 | 04 | 05 | 06 | 07 | 08 | 09 | 10 | 11 | 12 | 13 | 14 | 15 | 16 | 17 |
| Pozycja                            | 2  | 13 | 12 | 28 | 23 | 17 | 25 | 34 | 36 | 32 | 34 | 35 | 43 | 41 | 36 | 35 | 45 |